# Fińskie przekłady Biblii

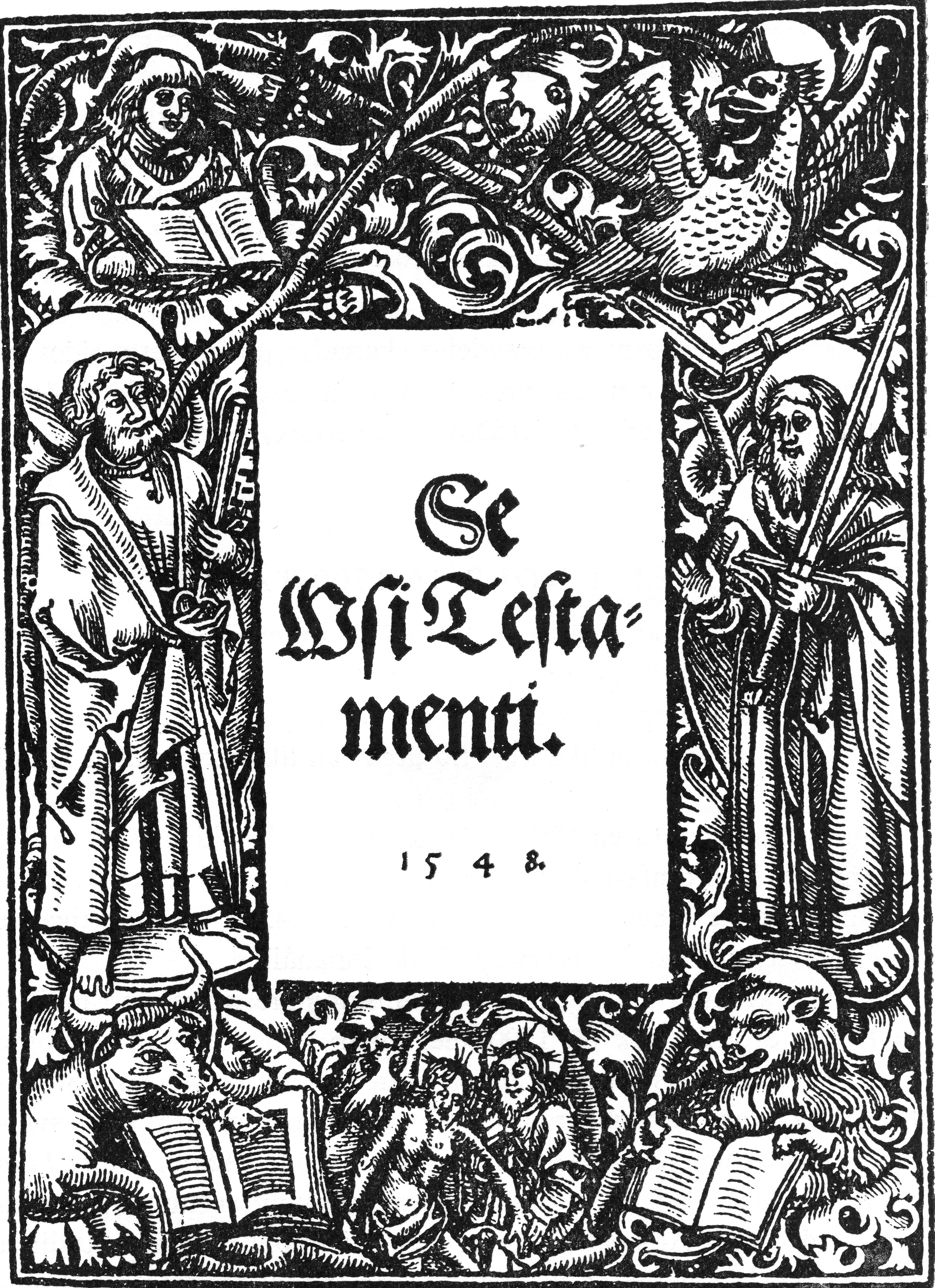
Se Wsi Testament (1548)

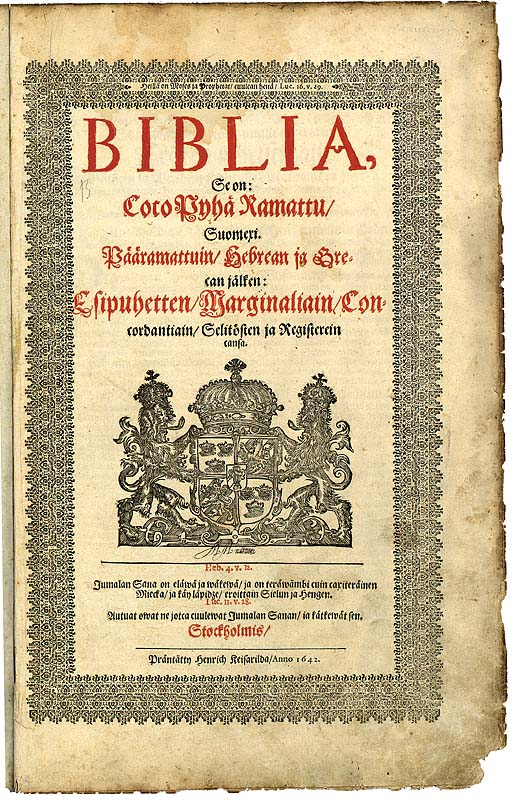
Biblia: Se on: Coco Pyhä Ramattu Suomexi (1642)

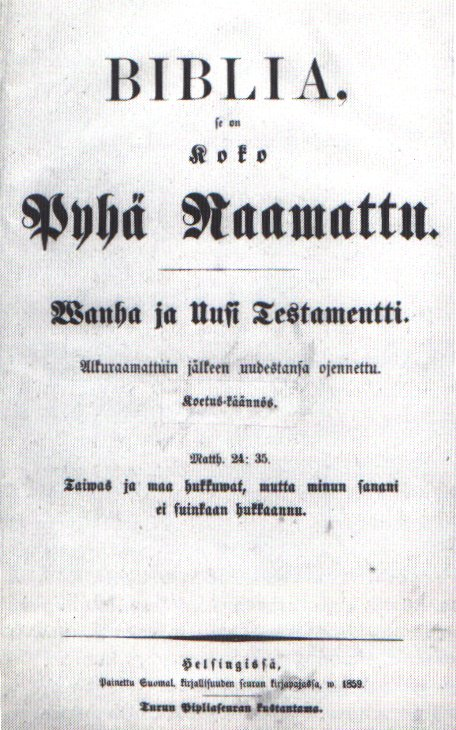
Biblia próbna (1859)

Fińskie przekłady Biblii – ogół przekładów Pisma Świętego na język fiński, które zaczęły powstawać w XVI wieku. Pierwszym pełnym przekładem była Biblia Krystyny (Kristiinan Raamattu) z roku 1642.

## Pierwsze tłumaczenia fragmentaryczne
Pierwsze fragmenty Biblii opublikowane w pierwszej drukowanej książce po fińsku były częścią elementarza ABC-kiria mającego służyć jako katechizm. Książka została wydana pomiędzy rokiem 1537 a 1543. Było to dzieło młodego duchownego Mikaela Agricoli. Pomiędzy modlitwami i tekstami religijnymi książka Agricoli zawierała dziesięć przykazań i Modlitwę Pańską. W roku 1544 Agricola opublikował pokaźny zbiór modlitw i fragmentów z Biblii znany jako Rucouskiria.
W roku 1548 Agricola opublikował Se Wsi Testament – pierwszy fiński przekład Nowego Testamentu. Pracę nad przekładem prawdopodobnie rozpoczął już w latach 1536–1539 gdy studiował w Wittenberdze, mieście działalności Martina Lutra. Najprawdopodobniej głównym źródłem, z którego tłumaczył Agricola, był opracowany przez Erazma z Rotterdamu Textus receptus, drugie wydanie z roku 1519. Agricola konsultował swój przekład z Biblią Lutra, łacińską Wulgatą oraz szwedzką Biblią Gustawa Wazy, której Nowy Testament ukazał się drukiem w roku 1526. Agricola zamierzał przetłumaczyć również Stary Testament, lecz przed swoją śmiercią przełożył i opublikował tylko fragmenty tej części Biblii (Księga Psalmów 1551, Pięcioksiąg i Prorocy 1551–1552).

## Tłumaczenia pełne do XX w.
W roku 1642 ukazało się nowe, pierwsze pełne tłumaczenie Biblii w języku fińskim Biblia: Se on: Coco Pyhä Ramattu Suomexi, które stało się pierwszym oficjalnie autoryzowanym przekładem Biblii Ewangelicko-Luterańskiego Kościoła Finlandii. Biblia ta została dedykowana Krystynie, ówczesnej królowej Szwecji, a tym samym władczyni Finlandii, przez co stała się znana jako Kristiinan Raamattu (Biblia Krystyny). Przekład był efektem pracy zespołowej kierowanej przez teologa Eskila Petraeusa, rektora Akademii w Turku. Przed rozpoczęciem tłumaczenia przyjęto następujące zasady: przekład miał zostać dokonany z języków oryginalnych hebrajskiego i greckiego, miał być zgodny z niemiecką Biblią Lutra. Językowo i stylistycznie miał być napisany w czystej fińszczyźnie w przeciwieństwie do częściowych tłumaczeń Agricoli, w których znalazła się spora liczba zapożyczeń językowych.
Biblia ta była oficjalnym przekładem Kościoła przez ponad sto lat, z uwzględnieniem poprawek wprowadzonych w roku 1685 przez biskupa Johannesa Gezeliusa, który wydał ją w zmniejszonym formacie, pozwalającym żołnierzom zabierać ją na front – stąd popularna nazwa tego wydania: Sotaraam attu (Biblia wojenna). W trakcie przygotowywania tekstu do druku poprawiono w nim jedynie dostrzeżone błędy.
Do kolejnej rewizji przekładu oficjalnego przystąpił pastor Antti Lizelius (1708–1795). Ukazała się ona w roku 1758. Pastor nie poprzestał na tej edycji i w roku 1776 wydał kolejną rewizję gruntownie poprawioną i zmodernizowaną pod względem językowym oraz z ujednoliconą pisownią. Wersja ta stała się znana jako Vanha kirkkoraam attu (Stara Biblia Kościoła). Z drobnymi poprawkami wersja ta była przedrukowywana aż do początku XX wieku. W dalszym ciągu jest używana przez laestadianian.
W latach 1856–1859 nad nowym wydaniem Biblii pracował Anders Ingman (1819–1877). Jednak jego wersja nie zyskała akceptacji Kościoła i została nazwana Koetus-raamattu (Biblia próbna).

## Tłumaczenia współczesne
W roku 1886 powołano komitet tłumaczy, mających przygotować nowy przekład Biblii. Przekład Nowego Testamentu został oficjalne autoryzowany przez Ewangelicko-Luterański Kościół Finlandii w roku 1913. Natomiast przekład Starego Testamentu autoryzowano dopiero w roku 1933 – wraz z poprawioną wersją Nowego Testamentu zaakceptowaną w roku 1938. Utworzono w ten sposób przekład Biblii opublikowanej jako całość w roku 1938, znanej jako Pyhä Raamattu, z dwiema datami 1933/1938. Był to jednak przekład miejscami niejasny a jego lektura uciążliwa – zbytnio trzymał się języków oryginalnych oraz był sporządzony w stylu poetyckim i archaizującym w celu zachowania specyficznego słownictwa i biblijnego stylu, jaki przyjął się w ciągu wieków od czasu przekładów Agricoli. Z tych powodów nie zdobył uznania większości czytelników.
W roku 1973 utworzono ekumeniczny zespół tłumaczy. Jego głównym redaktorem był bp Aimo Nikolainen. Efektem pracy zespołu był nowy przekład całej Biblii – Uusi kirkkoraam attu (Nowa Biblia Kościoła). Przekład ten od 1992 roku jest używany w liturgii fińskiego Kościoła Ewangelicko-Luterańskiego i z drobnymi poprawkami obowiązuje do dziś. Ta edycja Biblii posługuje się uwspółcześnionym i zrozumiałym językiem oraz trafniejszymi sformułowaniami.
Na podstawie wersji przekładu 1933/1938 opublikowano dwa kolejne przekłady: Jumalan Kansan Pyhä Raamattu (1992) oraz Raamattu kansalle (1999, rewizja 2012). Wersje te nie zostały autoryzowane przez Kościół luterański.
W roku 1995, po szesnastu latach pracy, ukazała się Pyhä Raamattu – Uuden maailman käännös, Biblia przygotowana przez związek wyznaniowy fińskich Świadków Jehowy. Została ona przetłumaczona z angielskiego Przekładu Nowego Świata, wydanego przez Towarzystwo Strażnica zgodnie z ogólnoświatowym charakterem wyznania Świadków Jehowy. Nowy Testament tego wydania opublikowano w roku 1975. Rewizja przekładu ukazała się w roku 2010, a w roku 2018 rewizja oparta na angielskim wydaniu z roku 2013. W latach 1995–2018 nakład tego przekładu Biblii przekroczył 340 tys. egzemplarzy. Od stycznia 2020 roku w języku fińskim w elektronicznej wersji do studium dostępna jest Ewangelia według Mateusza, z czasem stopniowo są udostępniane kolejne księgi biblijne.
W roku 2001 opublikowano dwie niezależne od siebie wersje slangowe: Uusi Testamentti Stadin slangilla (Nowy Testament w slangu Helsinek) oraz Luukkaan Evankelium i slangiks skrivattuna (Ewangelia Łukasza napisana w slangu). Pierwszy tekst wzorował się na wydaniu z roku 1938, a drugi na wydaniu z roku 1992. Obie wersje są uznawane za edycje „hobbistyczne”, nieaspirujące do użytku liturgicznego.